# Arnaud Fontanet
Pour les articles homonymes, voir Fontanet.
Arnaud Fontanet est un médecin épidémiologiste et chercheur français, né le 14 mars 1961 à Paris. C’est un médecin initialement formé à la rhumatologie puis à l’épidémiologie (il n’est pas médecin infectiologue). Spécialiste en épidémiologie des maladies infectieuses et tropicales, il est professeur du Conservatoire national des arts et métiers, titulaire de la chaire « santé et développement » du Cnam. Chercheur à l’institut Pasteur où il dirige l'unité de recherche d'épidémiologie des maladies émergentes, il exerce les fonctions de directeur du centre de santé globale. Il est par ailleurs titulaire de la chaire « santé publique » au Collège de France depuis 2018 et membre du conseil scientifique mis en place par Emmanuel Macron pour la gestion de la pandémie de Covid-19 en France.

## Biographie

### Origines et formation
Arnaud Louis Marie Fontanet est né le 14 mars 1961. Il est le fils de Hélène Pouliquen et de Joseph Fontanet, ancien ministre, notamment de Georges Pompidou, mort assassiné en 1980. Au sein d'une fratrie de cinq enfants dont Xavier Fontanet, Arnaud Fontanet réalise des études de médecine à l'université Paris-Descartes. Il se spécialise d'abord en rhumatologie en 1990. Il poursuit ses études par un doctorat de santé publique à l'université Harvard, qu'il obtient en 1993, sur l'efficacité de la méfloquine sur des souches multirésistantes du paludisme.
Arnaud Fontanet et son épouse, une Égyptienne rencontrée lors de son doctorat à Harvard, ont quatre enfants.

### Médecin, chercheur à l'institut Pasteur
Arnaud Fontanet a commencé sa carrière médicale par des missions humanitaires liées au paludisme et à la médecine de guerre à la frontière entre la Thaïlande et le Cambodge en 1989 pour Médecins sans frontières dans le cadre de son service militaire. Alors qu'il se spécialisait en rhumatologie, il décide de se réorienter vers la santé publique et l'épidémiologie. Il rejoint l'Organisation mondiale de la santé à la fin de son doctorat et travaille au sein de l'unité de recherche clinique dans le cadre du programme global contre le sida entre 1993 et 1994. Il est ensuite responsable d'un programme de recherche en collaboration entre l’Éthiopie (où il travaille cinq ans) et les Pays-Bas sur le sida jusqu'en 2001. Il rejoint l'institut Pasteur en 2002 pour monter l'unité d'épidémiologie des maladies émergentes qu'il dirige encore. Ses travaux de recherche sont notamment consacrées au virus de l’hépatite C, au VIH, au virus Zika, aux coronavirus du SRAS et du MERS, ainsi qu'au paludisme. Dans le cadre du centre de santé globale, il pilote également des équipes de réponse rapide lors de différentes épidémies liées au virus Ebola notamment en Afrique de l’Ouest en 2014-2015, ou lors de l'épidémie de peste à Madagascar en octobre 2017.

### Professeur titulaire de chaires au Cnam et au Collège de France
Le professeur Fontanet est titulaire de la chaire « santé et développement » du Cnam. À ce titre, il dirige l’école Pasteur-Cnam, délivrant un master spécialisé en santé publique, et il assure la responsabilité d’un programme de santé internationale sur la prévention et la maîtrise du risque infectieux dans les pays à ressources limitées. Il est l'auteur d'un MOOC du Cnam « Concepts et méthodes en épidémiologie ».
En 2018, Arnaud Fontanet a été invité par l’assemblée du Collège de France à occuper pendant une année la chaire en santé publique, créée en partenariat avec l’Agence nationale de santé publique. Sa leçon inaugurale, intitulée « L'épidémiologie, ou la science de l'estimation du risque en santé publique », a été prononcée le 31 janvier 2019.

### Membre du conseil scientifique du Covid-19
Le 11 mars 2020, Arnaud Fontanet a été nommé membre du Conseil scientifique par Olivier Véran, ministre des Solidarités de la Santé. Au même titre que les douze autres membres de cette instance consultative, placée auprès du président de la République, il contribue à éclairer la décision publique pour lutter contre la pandémie du Covid-19 en France. À ce titre, il est régulièrement appelé à analyser l'évolution de la pandémie et à commenter les stratégies de lutte contre celle-ci dans les médias nationaux.

## Décoration
- Officier de la Légion d'honneur en 2021[23] (chevalier en 2015[24]).

## Publications
Arnaud Fontanet est signataire d'au moins 300 publications (en 2025) dans des revues scientifiques internationales à comité de lecture. Il est souvent associé à des publications avec des médecins spécialisés dans les maladies infectieuses car il offre une méthodologie solide en épidémiologie.  